# 阿尔科里萨
阿尔科里萨，是西班牙阿拉贡自治区特鲁埃尔省的一个市镇。总面积121平方公里，总人口3276人（2018年），人口密度28人/平方公里。